# Lea Vélez
Lea Vélez (Madrid, 16 de mayo de 1970) es una escritora, guionista y periodista española.
Nació en una familia de amplia tradición literaria, hija del intelectual Carlos Vélez. Estudió Periodismo en la Universidad Complutense y se diplomó en Guion cinematográfico en la ECAM. Su carrera televisiva comenzó en 1998, escribiendo tramas y guiones para la serie El súper. Ha sido creadora de contenidos de ficción y coordinadora de guion, cocreando series como La verdad de Laura o Luna negra. Cuenta con más de 700 horas de ficción cinematográfica a sus espaldas.
Durante muchos años colabora estrechamente con la también guionista y escritora Susana Prieto. Escribiendo en equipo publica sus primeras novelas, El desván (2004) y La esfera de Ababol (2006). Más tarde aborda el género teatral con Tiza (2008), también en colaboración con Prieto, sátira sobre la educación que recibió el Premio de Teatro Agustín González y que permaneció tres temporadas en la cartelera de Madrid.
Tras la muerte de su marido en 2011 da un giro a su carrera, deja a un lado la televisión para dedicarse por entero a la literatura y a la educación de sus hijos. Para ellos, y en afán de superar el duelo, construye una casa en el árbol en la gran encina del jardín. Las reflexiones a las que llega quedaron reflejadas en su novela Nuestra casa en el árbol, en la que narra las aventuras de una viuda con tres hijos que se muda a una gran casa junto al estuario del río Hamble (Inglaterra) tras perder a su marido; pero antes de este libro escribe La cirujana de Palma y El jardín de la memoria (2014).
Nuestra casa en el árbol se publica en 2017 y se convierte en un long seller, un libro recomendado y querido por los lectores a lo largo de los años. El mismo año publica La Olivetti, el espía y el loro, libro en el que narra la trastienda del programa Encuentros con las letras, dirigido por su padre y en el que su madre, María Luisa Martín, llevaba el gabinete de prensa desde la cocina de su casa.
Otros libros recientes son La sonrisa de los pájaros (2019) o Mi querido extraterrestre (2020). En 2024 publica La hija de Gardel, un thriller político en el contexto de los juicios a los militares argentinos en España y el submundo del terrorismo de Estado.
Actualmente vive en Brighton (Inglaterra), con sus dos hijos.

## Obras

### Libros
- La hija de Gardel. Contraluz, 2024
- Mi querido extraterreestre. Destino, 2020
- La sonrisa de los pájaros. Destino, 2019
- Nuestra casa en el árbol. Destino, 2017
- La Olivetti, el espía y el loro. Sílex, 2017
- El jardín de la memoria. Galaxia Gutenberg, 2014
- La cirujana de Palma. Ediciones B, 2014
- La esfera de Ababol. (con Susana Prieto) Planeta, 2006
- El desván. (con Susana Prieto) Plaza & Janés, 2004

### Teatro
- Tiza. 2008

## Premios y reconocimientos
- Premio Internacional de teatro para autores nóveles Agustín González (2009)